# Kapala (Koutiala)
Kapala is een gemeente (commune) in de regio Sikasso in Mali. De gemeente telt 8300 inwoners (2009).
De gemeente bestaat uit de volgende plaatsen:
- Chicolomba
- Kapala
- N'Torlani
- Sadiola
- Womo